# Denis Pettiaux
Denis Pettiaux (1956) is een Belgisch acrobaat en voormalig scheidsrechter van de EBU-productie Spel zonder grenzen.
Zijn eerste aanraking met Spel zonder grenzen is als hij in 1981 meedoet aan een uitzending in de Franse plaats Annecy. Het Belgische team zette Pettiaux in bij een onderdeel met koorddansen en zette daar tevens hun joker op in, die extra punten geeft. Pettiaux presteert goed in dit onderdeel en mede daardoor eindigt het Belgische team die avond als eerste. Ze kwalificeren zich tevens voor de finale, maar daar hebben ze geen succes; ze eindigen onderaan de ranglijst.
In 1990 wordt Pettiaux benoemd tot scheidsrechter van Spel zonder grenzen. Zijn aanleg voor acrobatie gebruikt hij bij bepaalde demonstraties van spellen. Zijn bekende uitroep "Attention, prêts?" gebruikt hij standaard voor het startsein, alvorens hij op zijn fluit blaast. Hij doet dit tot 1999, in totaal 122 afleveringen lang.
Na het stopzetten van Spel zonder grenzen keert Pettiaux terug naar zijn oorspronkelijke baan, als leerkracht voor mensen met een handicap.